# Achryson quadrimaculatum
Achryson quadrimaculatum är en skalbaggsart som först beskrevs av Fabricius 1793.  Achryson quadrimaculatum ingår i släktet Achryson och familjen långhorningar.
Artens utbredningsområde är:
- Aruba.
- Costa Rica.
- El Salvador.
- Guatemala.
- Guyana.
- Guadeloupe.
- Venezuela.

Inga underarter finns listade i Catalogue of Life.